# لیزپوش
لیزپوش لباس زیر زنانه‌ای است که در زیر پیراهن زنانه یا دامن پوشیده می‌شود. یک تمام-لیزپوش از شانه‌ها آویزان می‌شود، معمولاً با استفاده از بندهای باریک، و از سینه تا قد دامن مطابق مُد-روز امتداد می‌یابد. نیم-لیزپوش (یا لیزپوش کمری) از کمر آویزان است. برای لیزپوش-نیمه نیز ممکن است از کلمه «زیردامنی» استفاده شود.